# James Fleet
James Fleet (né en 1954 dans le Staffordshire, Angleterre) est un acteur britannique.

## Filmographie partielle

### Cinéma
- 1994 : Quatre mariages et un enterrement (Four Weddings and a Funeral) : Tom
- 1995 : Raison et sentiments (Sense and Sensibility) : John Dashwood
- 2004 : Le Fantôme de l'Opéra (The Phantom of the Opera) : Lefevre
- 2014 : Mr. Turner : John Constable
- 2016 : Love and Friendship de Whit Stillman : Sir Reginald DeCourcy
- 2020 : L'esprit s'amuse (Blithe Spirit) d'Edward Hall : Harry Price
- 2022 : The Lost King de Stephen Frears : John Ashdown-Hill

### Télévision
- 1994-2005 : The Vicar of Dibley (série TV) : Hugo Horton
- 2008 : La Petite Dorrit : Frederick Dorrit
- 2013 : La mort s'invite à Pemberley :  Mr Bennet
- 2014 : Outlander (série télévisée, saison 1) : Révérend Reginald Wakefield
- 2020 : Le Cheval pâle (mini-série) : Oscar Venables
- 2020 : La Chronique des Bridgerton (Bridgerton) : George III
- 2023 : Tom Jones (minisérie) : Squire Allworthy